# منتصب القامة أمشي
منتصب القامة أمشي هي أغنية عربية من غناء وألحان مارسيل خليفة ومن كلمات سميح القاسم.